# Gaston II.
Francuski plemić Gaston II. (na francuskom: Gaston II de Béarn; na latinskom: Gastoni de Bearno) († 1012.) bio je vikont (fr.: vicomte) Béarna 1004. – 1012.
Njegov je otac bio vikont Centule III. de Béarn, čija je žena, Gastonova majka, nepoznata. Gaston je bio jedino dijete svojih roditelja.
993. Gaston se potpisao u jednoj povelji.
Gaston je bio oženjen nepoznatom ženom, koja mu je rodila sina i nasljednika, vikonta Centulea IV. Imao je unuka Gastona.